# Alan Geldard
Robert Alan Geldard (Rochdale, 1927. április 16. – Salford, 2018. február 26.) olimpiai bronzérmes brit kerékpárversenyző.

## Pályafutása
1948-ban a londoni olimpián 4000 méteres csapat üldözőversenyben bronzérmet nyert. A csapat többi tagja Wilfred Waters, Tommy Godwin és David Ricketts volt.

## Sikerei, díjai
- Olimpiai játékok
  - bronzérmes: 1948, London